# The Paper Boy
Pour les articles homonymes, voir Paperboy (homonymie).
The Paper Boy est un film d'horreur canadien réalisé par Douglas Jackson et sorti en 1994.

## Synopsis
Un jeune livreur de journaux commet des meurtres atroces.

## Distribution
Sauf indication contraire, les informations mentionnées dans cette section peuvent être confirmées par la base de données cinématographiques IMDb,  présente dans la section « Liens externes ».
- Alexandra Paul : Melissa Thorpe
- Marc Marut : Johnny McFarley
- Brigid Tierney : Cammie Thorpe
- William Katt : Brian
- Frances Bay : Mrs. Rosemont
- Krista Errickson :  Diana
- Barry Flatman : Mr. McFarley
- Karyn Dwyer : Brenda
- Jenny Campbell : Tiffany
- Mathieu Kermoyan : Uri
- Claire Riley : Jeanne Stalcup
- Derek Johnston : le petit ami de Brenda
- Bobo Vian : Dora
- James Rae : Travis
- Frelin : Peaches